# 劳塔罗·阿科斯塔
劳塔罗·阿科斯塔（1988年5月14日—），阿根廷足球运动员，司职中场或前鋒。2008年获得北京奥运男子足球冠军，同年離開阿根廷，加盟西班牙球隊塞維利亞。現效力於阿根廷足球甲级联赛球隊拉努斯。